# 斑隼
斑隼（学名：Falco moluccensis）在生物分类学上是隼形目隼科隼属中的一个种，属于小型猛禽。

## 分布和棲息地
主要遍布澳大利亞、東洋界、以及大部分華萊士區，斑隼棲息於草原上的散生樹林，樹輕而繁茂適合牠棲息，主要活動範圍為森林附近的草原。牠偶爾會沿著伐木道路穿透森林，有時棲息在森林地區空地。在人的居住區域有時可以看見牠的蹤影。

## 習性

### 掠食
斑隼主要以小的哺乳動物、鳥、蜥蜴和昆蟲為主食。